# Hossein Vafaei
Hossein Vafaei (em persa: حسین وفایی ایوری, Abadã, Irão, 14 de setembro de 1994) é um jogador profissional de snooker iraniano. É o único profissional de snooker do Irão.